# Trupale
Trupale (izvirno srbsko Трупале) je naselje v Srbiji, ki upravno spada pod Občino Niš; slednja pa je del Niškega upravnega okraja.

## Demografija
V naselju živi 1716 polnoletnih prebivalcev, pri čemer je njihova povprečna starost 42,6 let (41,3 pri moških in 44,0 pri ženskah). Naselje ima 625 gospodinjstev, pri čemer je povprečno število članov na gospodinjstvo 3,37.
To naselje je, glede na rezultate popisa iz leta 2002, večinoma srbsko.
|  |

| Demografija | Demografija     | Demografija     |
| Leto        | Št. prebivalcev | Št. prebivalcev |
| ----------- | --------------- | --------------- |
|             |                 |                 |
|             |                 |                 |
|             |                 |                 |
|             |                 |                 |
| 1948        | 1667            |                 |
| 1953        | 1819            |                 |
| 1961        | 1901            |                 |
| 1971        | 1963            |                 |
| 1981        | 2131            |                 |
| 1991        | 2223            | 2175            |
| 2002        | 2177            | 2109            |
|             |                 |                 |

| Etnična sestava po popisu iz leta 2002 | Etnična sestava po popisu iz leta 2002 | Etnična sestava po popisu iz leta 2002 | Etnična sestava po popisu iz leta 2002 | Etnična sestava po popisu iz leta 2002 |
| -------------------------------------- | -------------------------------------- | -------------------------------------- | -------------------------------------- | -------------------------------------- |
| Srbi                                   | Srbi                                   |                                        | 2.047                                  | 97,06%                                 |
| Romi                                   | Romi                                   |                                        | 38                                     | 1,80%                                  |
| Makedonci                              | Makedonci                              |                                        | 4                                      | 0,18%                                  |
| Jugoslovani                            | Jugoslovani                            |                                        | 2                                      | 0,09%                                  |
| Hrvati                                 | Hrvati                                 |                                        | 1                                      | 0,04%                                  |
| Ukrajinci                              | Ukrajinci                              |                                        | 1                                      | 0,04%                                  |
| Nemci                                  | Nemci                                  |                                        | 1                                      | 0,04%                                  |
| Neznano                                | Neznano                                |                                        | 13                                     | 0,61%                                  |